# Муніципальний район (Росія)
Муніципа́льний райо́н — муніципальне утворення, що об'єднує кілька міських, сільських поселень і, можливо, міжселенних територій, споріднених спільною територією.
На 1 січня 2010 року в Росії всього 1829 муніципальних районів.

## Опис
Адміністративним центром муніципального району є населений пункт, який визначено з урахуванням місцевих традицій і сформованої соціальної інфраструктури й у якому знаходиться представницький орган відповідної муніципальної освіти.
Поняття «муніципальний район» з'явилося після прийняття Федерального закону від 6 жовтня 2003 року № 131-ФЗ «Про загальні принципи організації місцевого самоврядування в Російській Федерації».
Як правило, муніципальні райони були створені в межах «старих» районів, успадкованих від радянської системи адміністративно-територіального поділу.

## Повноваженнямуніципального району
Статті 15 Федерального закону «Про загальні принципи організації місцевого самоврядування в Російській Федерації» визначає питання місцевого значення, які повинні вирішуватися на рівні муніципального району. До них, у першу чергу, відносять організацію медицини та освіти на території району, забезпечення поселень підключенням до комунікацій, організацію архівів, бібліотек, здійснення функцій опіки та піклування. До компетенції муніципальних районів входить розвиток та утримання мережі автомобільних доріг на території району, транспортного обслуговування, організація утилізації та переробки побутових і промислових відходів. Муніципальний район відповідає за організацію охорони громадського порядку на території муніципального району муніципальною поліцією.
На сьогодні муніципальні райони здебільшого, є розпорядниками бюджетів на всій території району, включаючи території поселень: сільські поселення, що входять до району, не мають бюджетів, а лише кошториси витрат. Відповідно до законодавства, муніципальний район також здійснює вирівнювання рівня бюджетної забезпеченості поселень, що входять до складу муніципального району, за рахунок коштів бюджету муніципального району. Муніципальні райони є розпорядниками консолідованих бюджетів району.